# 일본 내각법제국

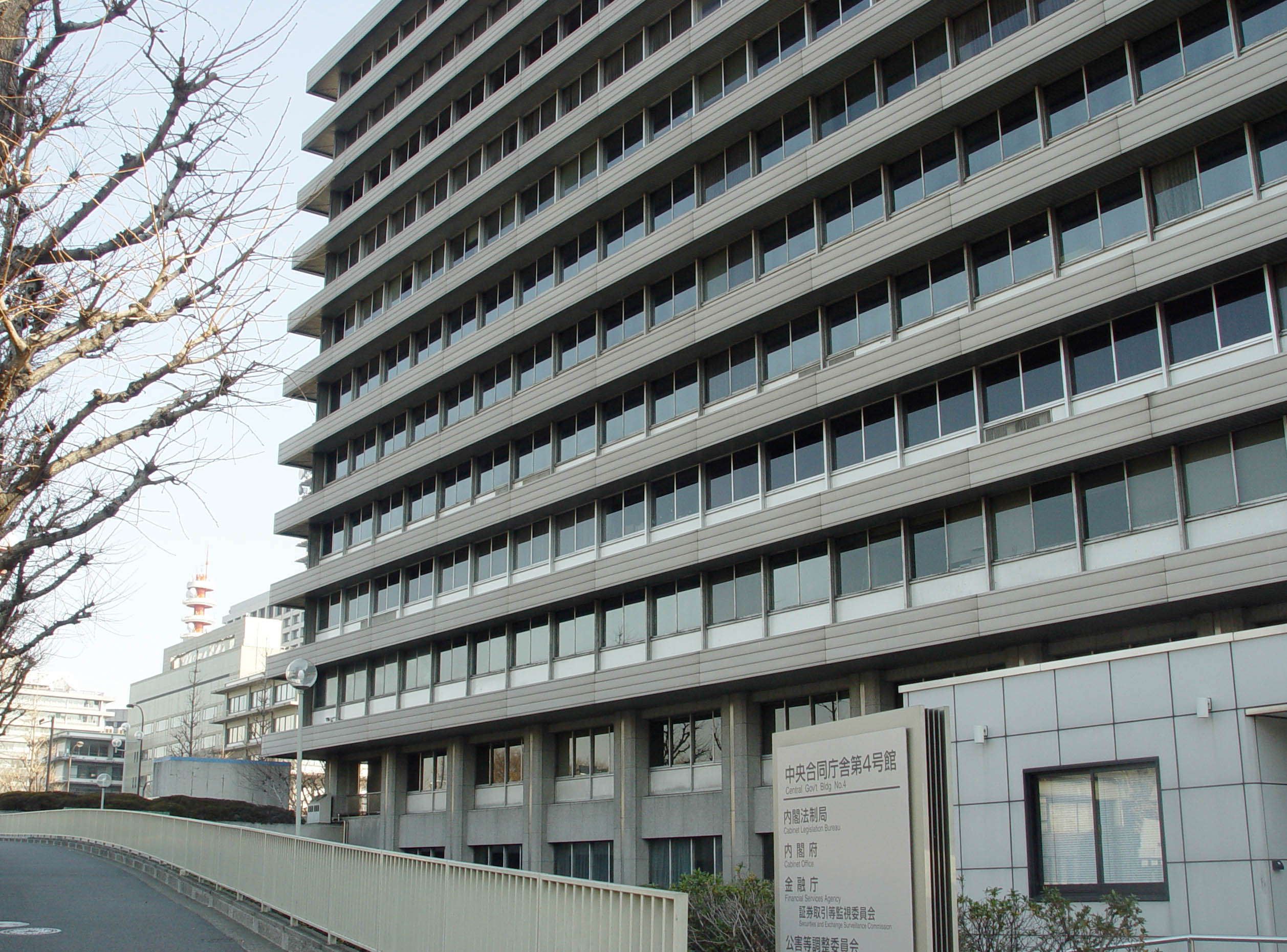
중앙합동청사 제4호관 내각법제국 청사

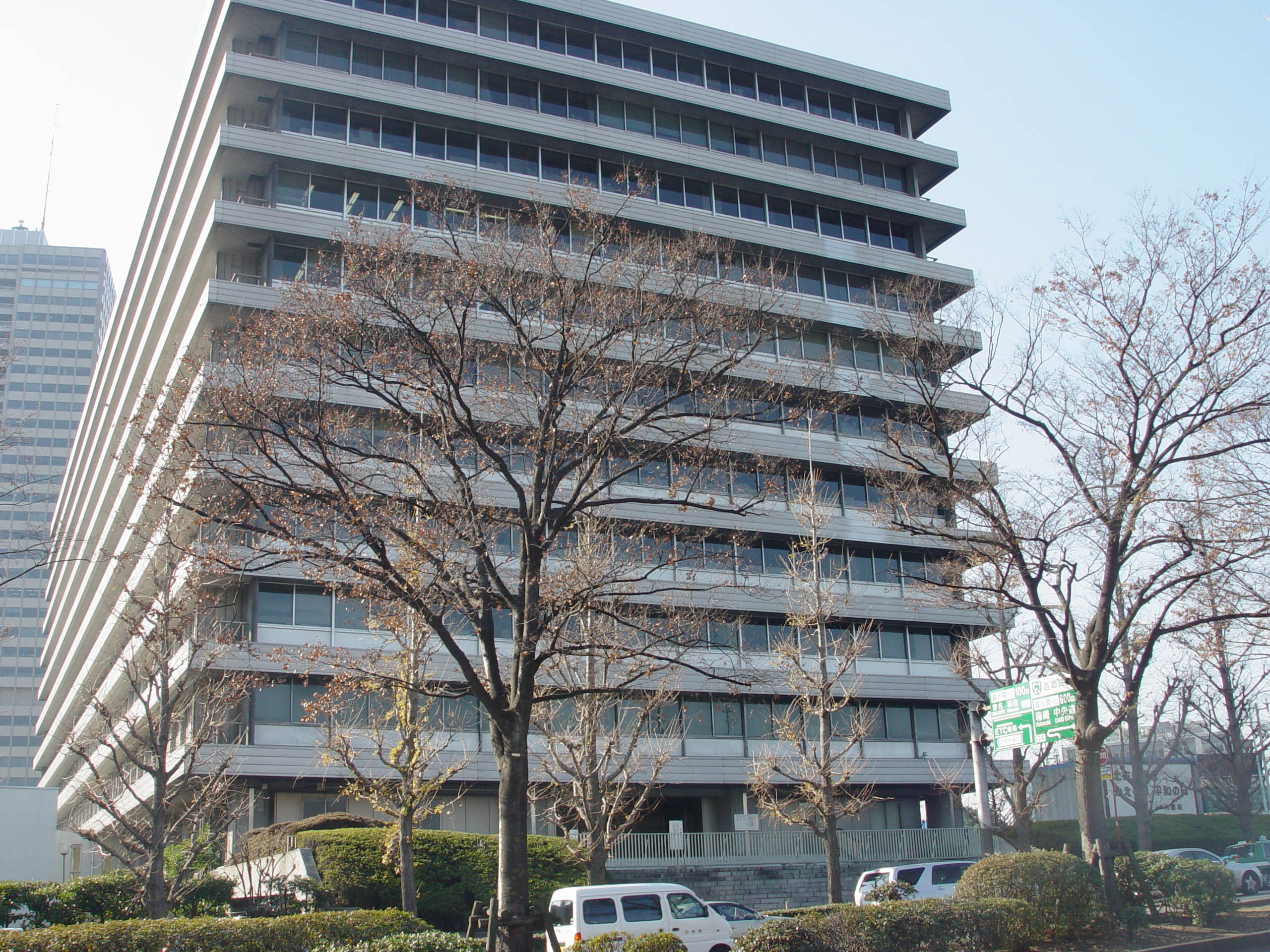
중앙합동청사 제4호관 내각법제국 청사

내각법제국(일본어: 内閣法制局, Cabinet Legislation Bureau)은 일본의 내각에 설치된 기관으로, 행정부로서의 법령의 심사나 법제에 관한 조사를 담당한다. 내각법상의 주임대신은 내각총리대신이지만, 실제로는 내각법제국 장관이 수장이다.

## 연혁
- 1875년 7월 3일 태정관의 법제과를 법제국으로 개편.
- 1880년 3월 3일 법제국을 폐지하고, 법제부를 설치.
- 1881년 10월 21일 태정관에 참사원을 두고, 참사원에 법제부를 설치.
- 1885년 12월 22일 태정관을 폐지하고 내각제도를 창설.
- 1885년 12월 23일 내각총리대신 관할의 법제국을 설치.
- 1890년 6월 12일 법제국을 내각으로 이관.
- 1893년 11월 10일 법제국을 내각에 예하는 것으로 개편.
- 1948년 2월 15일 법제국을 폐지하고 사법성과 합쳐 법무청을 설치.
- 1949년 6월 1일 행정기구개혁에 의해 법무청을 법무부로 개칭.
- 1952년 8월 1일 행정기구개혁에 의해 법무부를 폐지하고 법무성과 법제국을 설치.
- 1962년 7월 1일 법제국을 내각법제국으로 개칭하고, 법제국 장관을 내각법제국 장관으로, 법제국 차장을 내각법제차장으로 개칭.

## 주요 사무
- 내각이 제출한 법률안이나 정령안 및 조약안이 타 법률과 저촉되는지의 여부 및 문장과 표기의 심사.
- 법률안 및 정령안을 입안하거나 내각에 상신.
- 법률 문제와 관련해 내각 및 내각총리대신과 각 성의 대신에게 의견을 개진.
  - 내각 및 각 부성청에서 의견 조회에 답하는 것 외에도, 국회에서 관계 장관 사이의 의견이 서로 다를 때나 내각 안에서 통일된 견해를 구할 때 내각법제국 장관이 답변하는 경우가 많다. 또한 국회법 제74조에 의해 질문주의서에 대한 회답으로 법제에 관한 것을 포함할 때에는 내각법제국이 관여하기도 한다.

## 같이 보기
- 대한민국 법제처